# Торакоскопія

Схематичне зображення ВАТС

Торакоскопія — хірургічний метод огляду (ендоскопічної візуалізації) грудної порожнини, оцінки плеври, середостіння,  та введення ліків, катетерів, проведення хірургічних операцій. 
Інструментарій зазвичай складається зі стерильного тубуса з троакаром, який вставляють через невеликий надріз в грудній стінці. Перед цим, шляхом відкриття грудної порожнини створюється пневмоторакс. Легені колабуються через відсутність негативного тиску в грудній порожнині. Після цих маніпуляцій, легені не займають більше весь простір грудної порожнини, і можна без обмежень провести її огляд та оцінку. Вентиляція в цей час відбувається за допомогою ендотрахеальної трубки. 
Процедура є частиною малоінвазивних хірургічних втручань, що дозволяє уникнути відкриття грудної клітки ( торакотомія ). Це також зменшує ризик виникнення ускладнень, та має переваги для пацієнтів, такі як: значно зменшені післяопераційні болі, та коротший термін реабілітації і перебування в лікарні. 

## Відеоасистована торакоскопія

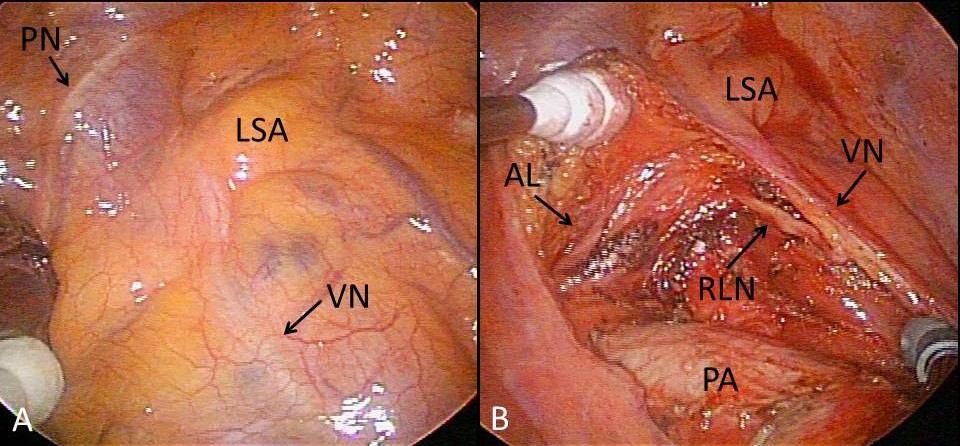
Однопортова відеоасистована торакоскопія (ВАТС). Відеозображення під час операції, огляд з нижнього лівого середостіння.

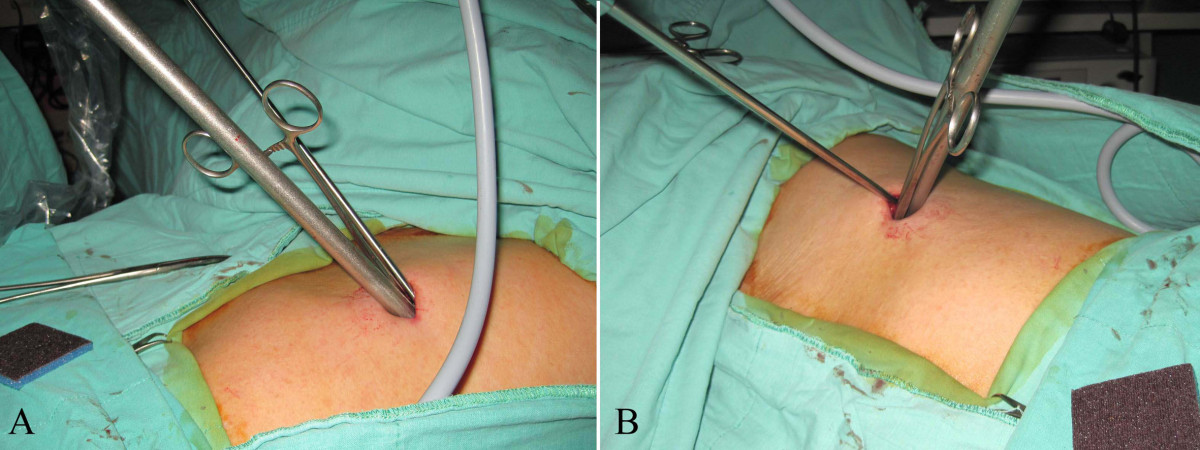
ВАТС, вигляд ззовні. Надріз для введення тубуса з троакаром має діаметр до 2,5 см.

Подальший розвиток напрямку- відеоасистована торакоскопія ( англ. videoassisted thoracoscopic surgery  , VATS ). Залежно від типу втручання, в деяких випадках його можна провести за допомогою гнучких ендоскопів . 
До 1990-х років ці втручання частіше всього використовувались лише для діагностики, або для лікування таких захворювань, як пневмоторакс, плевральний випіт або емпієма плеври. Завдяки розробці безпечних методів з'єднання легеневої тканини та судин, малоінвазивна торакальна хірургія тепер може застосовуватися для видалення ураженого відділу легені ( резекція легені ), або видалення метастазів в лімфатичних вузлах, та взяття проб для гістологічного дослідження. Операція найчастіше служить для підтвердження, або виключення діагнозу раку. Вона виконується під візуальним контролем, при цьому зображення камери висвічується на моніторі. Зазвичай робляться три окремі надрізи приблизно 2-3 см довжини. а інструменти вводять між ребрами. Для виконання лобектомії за допомогою ВАТС, не повинно бути широких плевральних спайок і пухлина не має знаходитись поруч з воротами легень . До протипоказань можна також віднести, ожиріння, попередньо проведену хіміотерапію або променеву терапію (в рамках неоад'ювантної терапії) в анамнезі .  
Після завершення торакоскопії, за необхідності, залишають дренаж на короткий час (12-48 годин), щоб утворився низький тиск в грудній порожнині і легені змогли самостійно розправитись.  Після видалення дренажу з грудної порожнини проводять рентген грудної клітки для контролю .  
Області застосування:
- Діагностична торакоскопія - для уточнення діагнозу, оцінки структур, новоутворень у плевральному просторі, на плеврі, та периферичних відділах легенів.
- Хірургічна торакоскопія - для операцій на легенях, грудному відділі хребта або середостінні .

## Покази для проведення торакоскопії
Наявність, або підозра на:
- ексудативний плеврит незрозумілої етіології;
- Емпієма плеври
- онкологія легенів;
- медіастинальна лімфаденопатія;
- метастази в легенях, коли первинна пухлина не локалізована;
- лімфоми в області середостіння;
- проникаючі травми грудної клітки;
- спонтанний пневмоторакс;

## Див.також
- Торакоцентез
- Торакальна хірургія